# Мігновицька волость
Мігновицька волость — історична адміністративно-територіальна одиниця Краснинського повіту Смоленської губернії з центром у селі Жуково.
Станом на 1885 рік складалася з 13 поселень, 7 сільських громад. Населення — 2236 осіб (1053 чоловічої статі та 1183 — жіночої), 340 дворових господарств.
|                     | Площа, десятин | У тому числі орної, дес. |
| ------------------- | -------------- | ------------------------ |
| Сільських громад    | 6937           | 4788                     |
| Приватної власності | 253            | —                        |
| Іншої власності     | 128            | 43                       |
| Загалом             | 7318           | 4831                     |

Найбільші поселення волості станом на 1885:
- Жуково — колишнє власницьке село при річці Капиловка за 30 верст від повітового міста, 143 особи, 22 дворів.
- Мігновичі — колишнє власницьке село при річці Городня, 525 осіб, налічувалось 86 дворових господарств, існували 2 православні церкви, богодільня.
- Трояни — колишнє власницьке село, 179 осіб, налічувалось 25 дворових господарств, існували православна церква, богодільня.